# Микось, Тадеуш
Тадеуш Микось (Tadeusz Mikoś) (р. в 1944 г.) — польский ученый в области горного дела, доктор технических наук, профессор кафедры геомеханики, строительства и геотехники Краковской горно-металлургической академии.

## Биография
Тадеуш Микось по окончании горного факультета связал судьбу с Горно-металлургическая академия имени Станислава Сташица в Кракове, пройдя путь от ассистента до профессора. Его преподавательская и научная деятельность освещала проблемы шахтного и подземного строительства, а также вопросы реновации исторических подземных сооружений (в частности, обеспечения устойчивости древних подземных объектов). Известный популяризатор истории горного дела. Долголетний житель города Злоты-Сток и исследователь его древнего горного дела. Автор 132 научных публикаций (в том числе — 5 книг).

## Публикации
- «110 lat krzyża na Giewoncie» (współautor Artur Blum);
- «Górnicze metody ratowania zabytkowych dzielnic staromiejskich» (współautorzy: Janusz Chmura, Antoni Tajduś);
- «Górnicze skarby przeszłości, od kruszcu do wyrobu i zabytkowej kopalni»;
- «Metodyka kompleksowej rewitalizacji, adaptacji i rewaloryzacji zabytkowych obiektów podziemnych z wykorzystaniem technik górniczych»;
- «Złoty Stok: najstarszy ośrodek górniczo-hutniczy w Polsce: od wydobycia i przerobu rud złota i arsenu do zabytkowej kopalni».

## Интернет-ресурсы
- Bibliotekta Akademii Górniczo-Hutniczej im. Stanisława Staszica w Krakowie, Tadeusz Mikoś
- Милитария AGH, Tadeusz Mikoś